# Kiến trúc Giyōfū
Kiến trúc Giyōfū (擬洋風建築 Giyōfū-kenchiku, Nghĩ Dương Phong kiến trúc) là trường phái kiến trúc Nhật Bản bề ngoài trông giống với xây dựng kiểu phương Tây nhưng dựa trên các kỹ thuật truyền thống của nước Nhật. Kiến trúc này phát triển mạnh mẽ vào đầu thời kỳ Minh Trị, và biến mất khi kiến thức về kỹ thuật phương Tây trở nên phổ biến hơn.

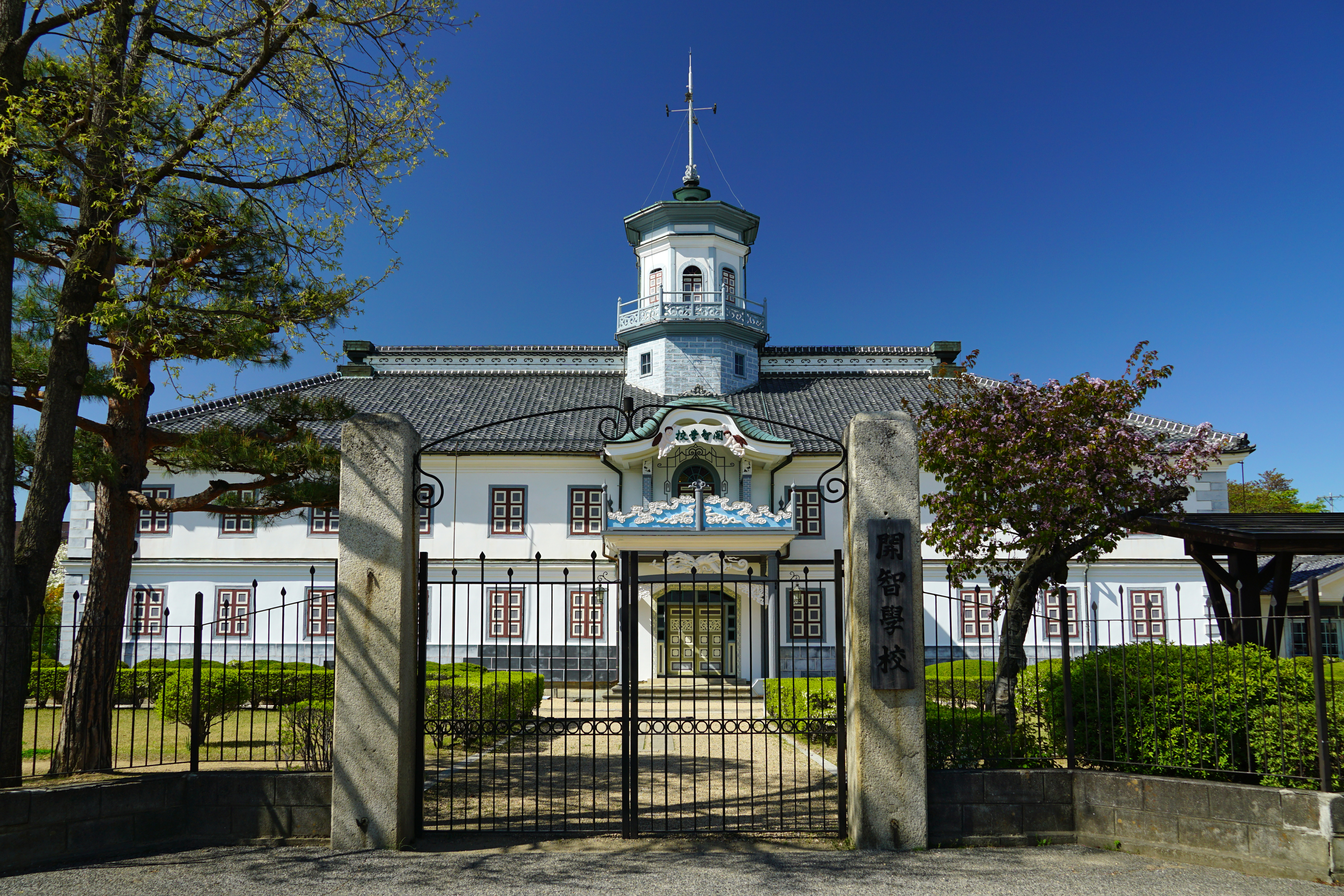
Trường Kaichi cũ (1876), một ví dụ về kiến trúc giyōfū.

Những công trình thuộc trường phái Giyōfū được thợ mộc Nhật Bản thi công bằng các kỹ thuật xây dựng truyền thống, nhưng có bố cục và trang trí bên ngoài dựa trên sự quan sát trực tiếp hoặc qua ảnh về các tòa nhà kiểu phương Tây, hoặc qua những cuốn sách thiết kế như Shinsen Hinagata Taisho Daisen, Nhiều công trình trong số này có cấu trúc đối xứng và sử dụng mái hiên hoặc hàng hiên với cột, mảng tường cổ điển, cửa sổ dạng khung và đầu hồi trang trí.
Các tòa nhà xây theo trường phái Giyōfū thường chứa đựng yếu tố kiến trúc Hà Lan, Anh, Pháp hoặc Ý, kết hợp với mái nhà kiểu Nhật. Những mái nhà Nhật Bản trên các khung gỗ Nhật ốp kiểu Tây đã trở thành dấu hiệu của kiến trúc Giyōfū. Bằng chứng rõ ràng nhất cho điều này là ở mái nhà karahafu và mukuri đôi khi gắn liền với những cấu trúc chịu ảnh hưởng phương Tây này.